# کاتولیک (اصطلاح)
کاتولیک (catholicus) کلمه کاتولیک (مشتق شده از لاتین پسین catholicus، از یونانی باستان صفت «universal») از عبارت یونانی نه (katholou) 'on' آمده‌است. به‌طور کلی، و ترکیبی از کلمات یونانی κατά (kata) «درباره» و ὅλος (holos) «کل» است. اولین استفاده شناخته شده از «کاتولیک» توسط پدران کلیسا، اگناتیوس انطاکی در نامه به اسمیرنایی‌ها (حدود ۱۱۰ پس از میلاد) بود.
در زمینه کلیساشناسی مسیحیت، تاریخچه‌ای غنی و کاربردهای متعددی دارد. این کلمه در زبان انگلیسی می‌تواند به معنای "با ایمان به کلیسای کاتولیک" یا "مربوط به دکترین و عملکرد تاریخی مسیحیت غربی باشد.
جاثلیق عنوانی است که برای سر برخی از کلیساها در سنت‌های مسیحیت شرقی استفاده می‌شود، از همین ریشه زبانی گرفته شده‌است.
در کاربرد غیر کلیسایی، معنای انگلیسی خود را مستقیماً از ریشه خود می‌گیرد و در حال حاضر به معنای زیر استفاده می‌شود:
- شامل طیف گسترده‌ای از چیزها، یا همه‌جانبه.
- جهانی یا منافع عمومی؛
- داشتن علایق گسترده یا همدردی گسترده؛
- فراگیر، دعوت کننده